# Piratske širine
Piratske širine (eng. Pirate Latitudes) je pustolovni roman američkog književnika Michaela Crichtona. Knjiga je u Hrvatskoj prvi put izdana 2011. godine. 

## Radnja
Karibi, 1665. godine. Jamajka je udaljena kolonija engleske krune koja odolijeva golemoj prevlasti Španjolskoga carstva. Glavni grad Port Royal nesmiljeno je mjesto, puno taverni i bestidnih kuća, čijim ulicama teče grog, a ljudski životi lako mogu skončati udarom bolesti - ili bodeža. Zakon je u rukama onih koji su dovoljno odvažni da ga sami kroje.
Guverner Jamajke želi zadržati postojeći status quo. No španjolski galijun El Trinidad, krcat bajoslovnim blagom, usidren je u utvrđenoj luci na obližnjem otoku Matanceros, pod paskom krvožednog Cazalle, miljenika samoga kralja Španjolske. Taj galijun djeluje kao plijen kojeg bi se pravi čovjek mogao domoći, a pravi čovjek za taj nemogući zadatak je kapetan Charles Hunter, za neke iskusni pomorac, za druge pirat.
Kad okupi posadu svojeg broda Cassandre, Hunter će zaploviti u pothvat koji djeluje zahtjevno - premda ni ne sluti kakve mu sve opasnosti stoje na putu do plijena u zlatu. Pljačka u koju su pošli pogibeljnija je od najkrvavijih legendi koje kruže Karibima - i jedna od najzamamnijih pripovijesti ikada ispisanih o ovom polumitskom razdoblju povijesti...

## Likovi
- Charles Hunter - engleski gusar, rođen 1627. u koloniji Massachusetts. Lukav i domišljat, Hunter je jedan od najuspješnijih gusara Port Royala. Po Cazallinim riječima, Hunter je najtraženiji pirat na području Kariba, za čije hvatanje španjolski kralj Filip nudi nagradu od 200 dublona.
- Don Diego de Ramano - poznat i kao Crnooki te Židov, Don Diego je vlasnik draguljarnice u Port Royalu. Vrlo je stručan u pravljenju baruta i eksploziva.
- Andre Sanson - Francuz, najpoznatiji ubojica na Karibima. Vrlo je vješt s mačem, pištoljem i samostrijelom.
- Lazue - od malih nogu odgajana kao muškarac, Lazue je vješta u borbi kao i njeni muški kolege. Izvrsnog je vida i zbog toga često služi kao promatrač na jarbolu. U romanu se implicira i da je biseksualka.
- Enders - dok je u Port Royalu, Enders je brijač, ali na moru je kormilar i glavni navigator.
- Bassa - poznat i kao Maur, ovaj crnac divovskog stasa je nijem, ali goleme snage. Pravo ime mu je nepoznato.
- Sir James Almont - guverner Jamajke, poznat pod nadimkom James X., zbog inzistiranja da dobije desetinu gusarskog plijena koji se slijeva u Port Royal.
- Robert Hacklett - tajnik Jamesa Almonta, odan engleskom kralju, on gusarske ekspedicije iz Port Royala vidi kao otvoreno piratstvo i želi tome stati na kraj.
- Cazalla - okrutan Španjolac, zapovjednik utvrde na Matancerosu. Smrtni neprijatelj Engleza, Cazalla ima zajedničku prošlost i s Hunterom i s Don Diegom, kojima je ubio članove obitelji.
- Emily Hacklett - supruga Roberta Hackletta, nekadašnja ljubavnica engleskog kralja Karla.
- Anne Sharpe - mlada Engleskinja koja je zbog krađe poslana na Jamajku po kazni, no uskoro postane najpoznatija kurtizana u Port Royalu.
- Bosquet - odmetnuti Francuz u službi Španjolaca, Cazallin zamjenik. Zapovjednik topništva u španjolskoj utvrdi na Matancerosu. U Cazallinoj odsutnosti zapovjeda njegovim brodom.
- Potpukovnik Scott - zapovjednik engleskog garnizona u Port Royalu i utvrde Fort Charles.
- L'Olonnais - Francuski pirat, minorni lik, ali i jedina povijesna osoba u romanu.

## O romanu
Rukopis "Piratskih širina" pronađen je u računalu Michaela Crichtona nakon piščeve smrti, premda je poznato da je na njemu radio najmanje od kraja sedamdesetih. Roman je postumno izdala izdavačka kuća HarperCollins 24. studenog 2009. godine. Steven Spielberg je po izlasku romana izrazio želju da snimi film utemeljen na njemu.